# Morton Schamberg
Morton Livingston Schamberg, né et mort à Philadelphie, Pennsylvanie, 15 octobre 1881 - 13 octobre 1918, est un peintre américain.

## Biographie
Morton Livingston Schamberg a grandi au sein d'une famille juive allemande de la petite bourgeoisie. Il étudie à l'école des Beaux-Arts de l'Université de Pennsylvanie, obtient son diplôme d'architecte en 1903, puis étudie la peinture à l'Académie des Beaux-Arts de Pennsylvanie.

Il voyage en Hollande, en Angleterre et en Espagne et découvre les écoles artistiques européennes. En 1906, il s'installe et travaille à Paris, puis, avec son ami de collège Charles Sheeler, il visite la France et l'Italie en 1908 et 1909.

De retour à Philadelphie, il loue un atelier qu'il partage toujours avec Sheeler mais par manque de ressources, ils décident de se lancer dans le portrait photographique de studio (1913).
Les deux amis sont invités à présenter leurs œuvres à l'"Armory show" de New York. Schamberg est alors plutôt influencé par le fauvisme mais après l'exposition, il s'oriente vers l'abstraction.

En 1916, après avoir découvert les peintures mécanomorphes de Francis Picabia exposées à la Modern Gallery, il introduit dans ses toiles des formes mécaniques fragmentées, peintes de couleurs vives et d'une précision industrielle.

En avril 1916, quelques tableaux dont « Painting VIII. Mechanical abstraction » sont exposés aux côtés d'œuvres de Marcel Duchamp.

Malgré leur représentation extrêmement précise, les organes mécaniques apparaissent sortis de leur contexte fonctionnel et deviennent des symboles iconiques et neutres de la modernité. Considéré un peu rapidement comme un disciple de Picabia, Schamberg se défend d'être un dadaïste, l'art, selon lui, quel que soit son contexte historique et culturel est construit sur des principes immuables. Lui-même se place dans la continuité de la tradition figurative issue de la Renaissance.

Loin de lui l'idée de réfuter l'art le plus avant-gardiste, il organise à Philadelphie la première grande exposition de peinture et de sculpture moderne dont il se fait volontiers guide et passeur des œuvres vers le public (mai 1916).

En 1918, il est prématurément terrassé par l'épidémie de grippe sévissant à Philadelphie.

## Œuvres

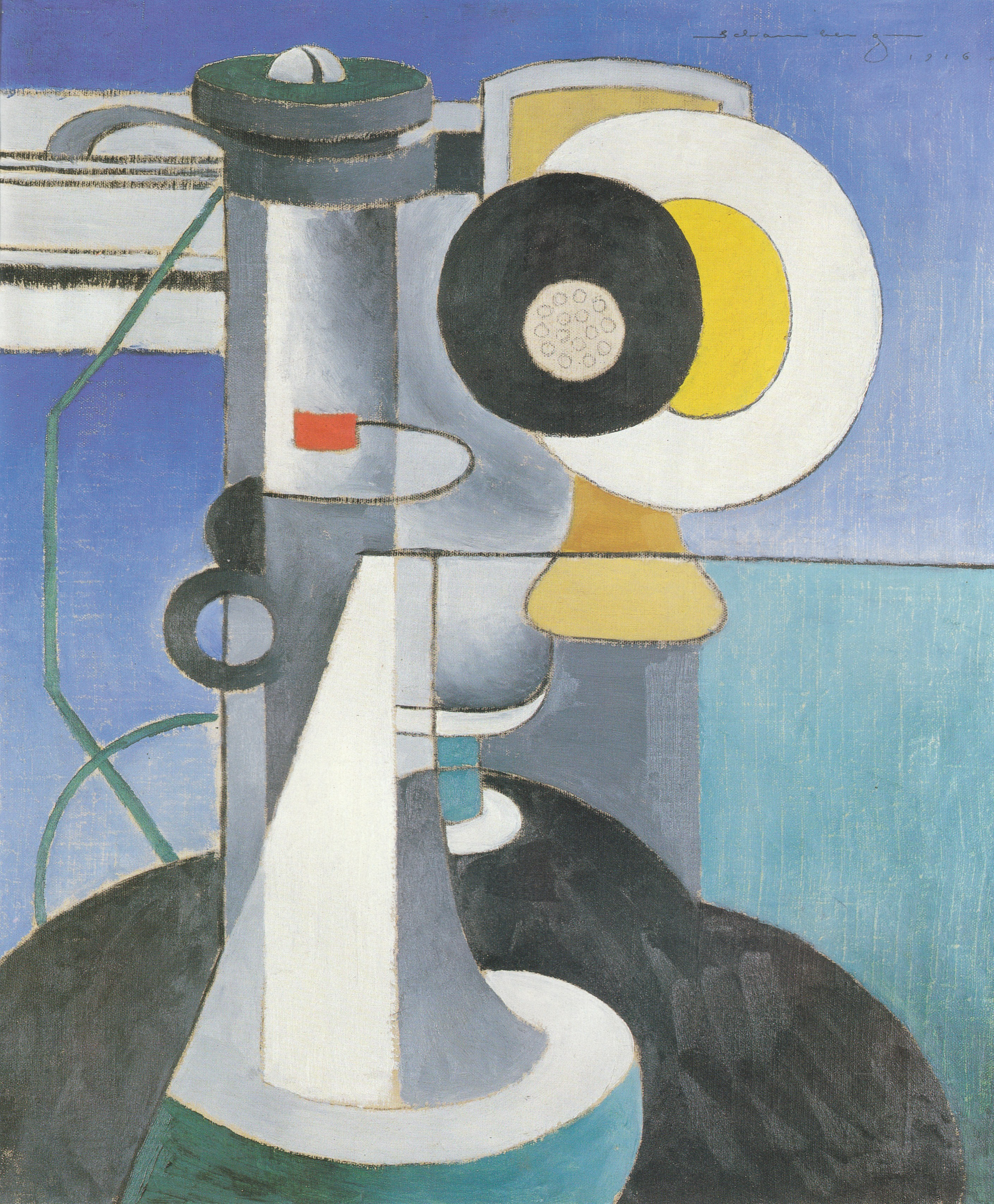
Telephone (1916), huile sur toile, Columbus Museum of Art.

- Painting VIII. Mechanical abstraction, 1916
- Dieu, siphon de lavabo fiché dans une boîte à coupe d'onglet, 1918[1]